# Zbigniew Kaźmierczak
Zbigniew Kaźmierczak (Nowe Skalmierzyce, 23 de novembro de 1965) é um filósofo polonês, doutor habilitado e professor da Universidade de Białystok.

## Carreira
Título de pós-doutorado obtido na Faculdade de Ciências Sociais da Universidade de Wrocław em novembro de 2010. Desde 1996 trabalha como pesquisador em Białystok, no primeiro ramo da Universidade de Varsóvia, e depois na Universidade de Białystok. A partir de 2012, professor associado da Universidade de Białystok, de 2013 chefe do Departamento de Estudos Religiosos e Filosofia da Religião. Ele lida com a filosofia de Nietzsche, fenomenologia da religião, o catolicismo contemporâneo, pluralismo religioso, misticismo, quakerismo liberal, o problema da religião no contexto da teoria da evolução, a relação entre religião e do cérebro. Ele também escreve aforismos e pensamentos.
Desde junho de 2015, ele é um membro formal da Sociedade Religiosa dos Amigos (Quakers). Ele pertence ao recém-formado grupo Quaker em Białystok.

## Lista de obras
1. Friedrich Nietzsche como um restaurador da mente primária. Análise no contexto da fenomenologia da religião por Gerardus van der Leeuw (Universitas, Cracóvia, 2000, p. 498).
2. Inspiração ou ilusão. Intrigante pensar sobre as coisas (Respiração, Varsóvia 2004, p. 215). tchu.com.pl fragmentos: gnosis.art.pl
3. Paradoxo e salvação. Antropologia mística Meister Eckhart e João da Cruz (Trans Humana, Bialystok 2009, p. 687).
4. Traição de monges e outros pensamentos sobre religião (Miniatura, Cracóvia 2012, p. 158) miniatura1107.republika.pl.
5. Alter Christus. Crença de reconstrução crítica João Paulo II (Universitas, Cracóvia 2014, p. 292) universitas.com.pl
6. João Paulo II no labirinto do corpo. Sobre os cônjuges impuros, a obrigação de sofrer e o começo vago de um ser humano (Book and Press, Varsóvia 2014, p. 371).
7. Quakerismo liberal como modelo de religiosidade contemporânea (Semper, Varsóvia 2016, p. 63).